# Lycée français de Lomé
Le lycée français de Lomé est un établissement scolaire français au Togo, homologué par le ministère français de l'Éducation nationale et conventionné avec l'Agence pour l'enseignement français à l'étranger (AEFE).
Il est ouvert aux enfants de toutes nationalités. 30% de ses élèves sont togolais, 40% sont français ou franco-togolais.

## Offre pédagogique
L'établissement regroupe une école primaire (de la maternelle au CM2), un collège (de la 6e à la 3e) et un lycée (de la Seconde à la Terminale). 
Dès la sixième, les élèves peuvent étudier deux langues étrangères (anglais et espagnol ou allemand).
L' établissement dispose de salles de sciences et de technologies aux normes françaises. Toutes les salles de classe sont climatisées, connectées à internet et disposent d' équipements audiovisuels récents.
Le lycée accueille une section sportive basket pour laquelle il a établi une convention avec le Ministère des sports et la fédération nationale togolaise.
L'école primaire est délocalisée sur le site de l'IRD (site Charles-de-Gaulle) dont les nouveaux locaux ont été inaugurés par le Premier ministre Manuel Valls en 2016. Le lycée a un fort taux de réussite au bac (94% de réussite en 2018, 97,7% en 2019 et 100 % en 2020 dont 70% de mentions).
Ses élèves intègrent les meilleures écoles françaises pour leurs études supérieures.
Le lycée français de Lomé accueillera l' Institut régional de formation de la zone Afrique centrale au 1er janvier 2022.

## Administration
Le LFT appartient à l'association des parents d'élèves, de droit togolais et est géré par un Comité de gestion élu par l'Assemblée générale des parents.
Son proviseur est Laurent Thomas, antérieurement en poste au Niger. La directrice du primaire est Thérèse Djé, antérieurement en poste à l'Aefe.